# Маринешти (Алба)
Маринешти (рум. Mărinești) насеље је у Румунији у округу Алба у општини Интрегалде. Oпштина се налази на надморској висини од 971 m.

## Становништво
Према подацима из 2002. године у насељу је живело 22 становника, од којих су сви румунске националности.